# Discografie van Herman van Veen
Hieronder volgt de discografie van de Nederlandse artiest Herman van Veen. Zie ook Bibliografie van Herman van Veen voor een overzicht van door hem geschreven boeken.

## Albums
| Album met eventuele hitnotering(en) in de Nederlandse Album Top 100          | Datum van verschijnen | Datum van binnenkomst | Hoogste positie | Aantal weken | Opmerkingen                                                                      |
| ---------------------------------------------------------------------------- | --------------------- | --------------------- | --------------- | ------------ | -------------------------------------------------------------------------------- |
| Herman van Veen I                                                            | 1968                  |                       |                 |              |                                                                                  |
| Herman van Veen II                                                           | 1969                  |                       |                 |              |                                                                                  |
| Morgen                                                                       | 1970                  |                       |                 |              |                                                                                  |
| Voor een verre prinses                                                       | 1970                  | 09-01-1971            | 33              | 5            |                                                                                  |
| Goed voor een glimlach                                                       | 1971                  | 19-06-1971            | 13              | 13           |                                                                                  |
| Carré / Amsterdam                                                            | 1971                  | 11-09-1971            | 2               | 8            | Livealbum                                                                        |
| Bloesem                                                                      | 1972                  | 16-09-1972            | 6               | 10           |                                                                                  |
| Zo leren kijken (Carré II)                                                   | 1973                  | -                     |                 |              |                                                                                  |
| Alles                                                                        | 1973                  | -                     |                 |              |                                                                                  |
| En nooit weerom                                                              | 1974                  | 09-11-1974            | 26              | 9            |                                                                                  |
| Eenentwintig van een kwartje (EP)                                            | 1975                  | -                     |                 |              |                                                                                  |
| Gezongen - 10 jaar Herman van Veen                                           | 1975                  | 06-12-1975            | 21              | 7            | Verzamelalbum                                                                    |
| Jukebox 2008                                                                 | 1976                  |                       |                 |              | Soundtrack                                                                       |
| Amsterdam (Carré III)                                                        | 1976                  | 18-09-1976            | 14              | 4            | Livealbum                                                                        |
| Overblijven                                                                  | 1977                  | 09-04-1977            | 7               | 7            |                                                                                  |
| Alfred J. Kwak                                                               | 1978                  |                       |                 |              |                                                                                  |
| Op handen                                                                    | 1978                  | 14-10-1978            | 23              | 10           |                                                                                  |
| De wonderlijke avonturen van Herman van Veen                                 | 1979                  | 17-02-1979            | 8               | 17           | Soundtrack                                                                       |
| Een voorstelling (Carré IV)                                                  | 1979                  | 28-04-1979            | 24              | 7            | Livealbum                                                                        |
| Uit elkaar                                                                   | 1979                  | 22-09-1979            | 41              | 2            | Soundtrack met Erik van der Wurff                                                |
| Kerstliederen                                                                | 1979                  | 15-12-1979            | 8               | 5            |                                                                                  |
| Herman en de zes                                                             | 1980                  |                       |                 |              |                                                                                  |
| Toegift Antwerpen                                                            | 1980                  |                       |                 |              |                                                                                  |
| Brons - verzamelde liedjes na 1975                                           | 1980                  |                       |                 |              | Verzamelalbum                                                                    |
| Iets van een clown                                                           | 1981                  | 26-09-1981            | 10              | 15           |                                                                                  |
| Herman van Veen voor kinderen                                                | 1982                  |                       |                 |              | Verzamelalbum                                                                    |
| Zolang de voorraad strekt                                                    | 1982                  | 06-11-1982            | 49              | 1            |                                                                                  |
| Zolang de voorraad strekt - inclusief "De bom valt nooit"                    | 1983                  |                       |                 |              |                                                                                  |
| Signalen                                                                     | 1984                  | 12-05-1984            | 2               | 16           |                                                                                  |
| Het een en ander                                                             | 1984                  |                       |                 |              | Verzamelalbum                                                                    |
| Weet je nog                                                                  | 1984                  |                       |                 |              | Verzamelalbum                                                                    |
| De wisselaars                                                                | 1985                  | 30-11-1985            | 32              | 7            |                                                                                  |
| Anne                                                                         | 1986                  | 04-10-1986            | 15              | 10           |                                                                                  |
| De zaal is er (Carré V)                                                      | 1987                  | 25-04-1987            | 31              | 6            | Livealbum                                                                        |
| In vogelvlucht - 20 jaar zijn mooiste liedjes                                | 1987                  | 17-10-1987            | 3               | 59           | Verzamelalbum                                                                    |
| Herman van Veen zingt en vertelt het verhaal van de clowns                   | 1988                  |                       |                 |              | Soundtrack                                                                       |
| Rode wangen                                                                  | 1989                  | 21-10-1989            | 72              | 13           | Verzamelalbum                                                                    |
| Herman van Veen zingt en vertelt de muziekfabel van Alfred Jodocus Kwak (cd) | 1989                  | 31-03-1990            | 32              | 11           |                                                                                  |
| Blauwe plekken                                                               | 1989                  | 31-03-1990            | 15              | 22           |                                                                                  |
| Alfred J. Kwak: Goedemorgen (deel 1)                                         | 1990                  |                       |                 |              |                                                                                  |
| Carré 6                                                                      | 1991                  |                       |                 |              | Livealbum                                                                        |
| In vogelvlucht 2 - zijn mooiste liedjes                                      | 1991                  | 05-10-1991            | 26              | 157          | Verzamelalbum                                                                    |
| Alfred J. Kwak: Spetter Pieter Pater (deel 2)                                | 1991                  |                       |                 |              |                                                                                  |
| You take my breath away                                                      | 1992                  | 17-10-1992            | 73              | 9            |                                                                                  |
| Voor wie anders                                                              | 1993                  | 20-11-1993            | 63              | 5            |                                                                                  |
| Stille nacht                                                                 | 1994                  | 10/12/1994            | 27              | 6            | met Ton Koopman                                                                  |
| Sarah                                                                        | 1996                  | 30-03-1996            | 21              | 21           |                                                                                  |
| De voetbalsupporter - Het sterkste van Herman van Veen                       | 1996                  | 05-10-1996            | 73              | 4            | Verzamelalbum                                                                    |
| Alles in de wind (Carré 7)                                                   | 1997                  | 20-12-1997            | 85              | 4            | Livealbum                                                                        |
| Nu en dan - 30 Jaar Herman van Veen                                          | 1999                  | 10-10-1999            | 11              | 26           | Verzamelalbum                                                                    |
| Colombine en de stemmendief                                                  | 1998                  |                       |                 |              |                                                                                  |
| Nachtvlinder                                                                 | 1999                  |                       |                 |              | Soundtrack                                                                       |
| Je zoenen zijn zoeter                                                        | 1999                  | 18-09-1999            | 16              | 19           | met het Rosenberg Trio                                                           |
| Alle liedjes van de beer gaan over honing                                    | 2000                  |                       |                 |              |                                                                                  |
| Carré 2000 (Carré 8)                                                         | 2001                  | 25-08-2001            | 78              | 4            | Livealbum                                                                        |
| Er was eens... Herman van Veen zingt en vertelt een kerstverhaal             | 2001                  | 05-01-2002            | 66              | 1            |                                                                                  |
| Andere namen                                                                 | 2002                  | 23-03-2002            | 12              | 24           |                                                                                  |
| Andere namen met bonustrack "De ogen van mijn moeder"                        | 2002                  |                       |                 |              |                                                                                  |
| Alfred J. Kwak - Verboden te lachen                                          | 2003                  |                       |                 |              | dvd-plus                                                                         |
| Für Elise                                                                    | 2003                  |                       |                 |              | met Het Gelders Orkest                                                           |
| Alfred J. Kwak - Verboden te lachen                                          | 2004                  |                       |                 |              |                                                                                  |
| Alfred J. Kwak - Afspraak is afspraak                                        | 2004                  |                       |                 |              |                                                                                  |
| Vaders                                                                       | 2005                  | 19-03-2005            | 19              | 14           |                                                                                  |
| Chapeau                                                                      | 2007                  | 22-09-2007            | 70              | 2            | met Edith Leerkes                                                                |
| Nederlanders                                                                 | 12-11-2007            | 17-11-2007            | 24              | 13           |                                                                                  |
| Uit de tijd gekomen - Herman van Veen zingt Willem Wilmink                   | 2009                  |                       |                 |              |                                                                                  |
| Herman van Veen Top 100                                                      | 02-10-2009            | 10-10-2009            | 7               | 48           | Verzamelalbum                                                                    |
| Sommige gedichten                                                            | 2009                  |                       |                 |              | Voorlees-cd                                                                      |
| Alfred J. Kwak - Vader                                                       | 2011                  |                       |                 |              |                                                                                  |
| Vandaag                                                                      | 16-03-2012            | 24-03-2012            | 28              | 8            |                                                                                  |
| Voor een kus                                                                 | 2012                  |                       |                 |              | cd in het boek Rode wangen                                                       |
| Alle 40 goed                                                                 | 2013                  |                       |                 |              | Verzamelalbum                                                                    |
| Kersvers                                                                     | 22-09-2014            | 27-09-2014            | 2               | 28           |                                                                                  |
| 10 keer Herman van Veen - Een keuze                                          | 2015                  | 20-02-2016            | 94              | 1            | Gelimiteerde verzamelbox met 10 eerder verschenen albums                         |
| Damadamadance                                                                | 09-09-2016            |                       |                 |              | Instrumentaal album met muziek voor de kindertheatervoorstelling Speel Zing Dans |
| Vallen of springen                                                           | 15-09-2017            | 23-09-2017            | 15              | 9            |                                                                                  |
| Een keuze - live thuis                                                       | 2020                  |                       |                 |              |                                                                                  |
| Dat kun je wel zien dat is hij                                               | 2021                  | 18-09-2021            | 18              | 3            |                                                                                  |
| Dat kun je wel zien - live in Carré                                          | 2022                  |                       |                 |              |                                                                                  |
| Moeders                                                                      | 29-04-2022            |                       |                 |              | met Edith Leerkens                                                               |
| In Vogelvlucht 3 - zijn mooiste liedjes                                      | 27-10-2023            |                       |                 |              | Verzamelalbum                                                                    |

- Bijgewerkt t/m 7 mei 2024

| Album met hitnotering(en) in de Vlaamse Ultratop 200 albums | Datum van verschijnen | Datum van binnenkomst | Hoogste positie | Aantal weken | Opmerkingen   |
| ----------------------------------------------------------- | --------------------- | --------------------- | --------------- | ------------ | ------------- |
| Andere namen                                                | 2003                  | 29-03-2003            | 36              | 2            |               |
| In vogelvlucht - 20 jaar zijn mooiste liedjes               | 1987                  | 16-08-2003            | 39              | 4            | Verzamelalbum |
| Vaders                                                      | 2005                  | 26-03-2005            | 52              | 6            |               |
| Herman van Veen Top 100                                     | 2009                  | 14-11-2009            | 70              | 2            | Verzamelalbum |
| Kersvers                                                    | 2014                  | 04-10-2014            | 39              | 15           |               |
| Vallen of springen                                          | 2017                  | 23-09-2017            | 62              | 1            |               |

| Afrikaanstalige albums             | Jaar van verschijnen | Opmerkingen |
| ---------------------------------- | -------------------- | ----------- |
| 'n Teer gevoel                     | 1997                 |             |
| Sprakeloos - Vir die naamlose vrou | 2006                 |             |

| Duitstalige albums                                                                 | Jaar van verschijnen | Opmerkingen                                       |
| ---------------------------------------------------------------------------------- | -------------------- | ------------------------------------------------- |
| Ich hab' ein zärtliches Gefühl                                                     | 1973                 |                                                   |
| Inzwischen alles Gute                                                              | 1974                 | Livealbum                                         |
| Wunder was                                                                         | 1975                 |                                                   |
| An eine ferne Prinzessin                                                           | 1977                 |                                                   |
| Unter uns                                                                          | 1977                 |                                                   |
| Die seltsamen Abenteuer des Herman van Veen I                                      | 1977                 |                                                   |
| Die seltsamen Abenteuer des Herman van Veen II                                     | 1977                 |                                                   |
| Zugabe, die Lieder                                                                 | 1978                 |                                                   |
| Liederbuch                                                                         | 1979                 | Verzamelalbum                                     |
| Die seltsamen Abenteuer des Herman van Veen                                        | 1979                 |                                                   |
| Elf Lieder                                                                         | 1979                 |                                                   |
| Heute Abend                                                                        | 1980                 | Livealbum                                         |
| Weihnachtslieder                                                                   | 1980                 |                                                   |
| Die Anziehungskraft der Erde                                                       | 1981                 |                                                   |
| Herz                                                                               | 1982                 | Livealbum                                         |
| Solange der Vorrat reicht                                                          | 1982                 |                                                   |
| Herman van Veen (DDR Amiga)                                                        | 1983                 |                                                   |
| Signale                                                                            | 1984                 |                                                   |
| Und er geht und er singt                                                           | 1984                 | Livealbum                                         |
| Die Musikfabel der Ente Quak                                                       | 1985                 |                                                   |
| Auf dem Weg zu dir                                                                 | 1985                 |                                                   |
| Herman van Veen                                                                    | 1986                 |                                                   |
| Ein Holländer (Live in Wien)                                                       | 1986                 | Livealbum                                         |
| Anne                                                                               | 1986                 |                                                   |
| Auf dem Weg zu dir (DDR Amiga)                                                     | 1987                 |                                                   |
| Die ersten Zwei                                                                    | 1988                 |                                                   |
| Bis hierher und weiter                                                             | 1988                 | Verzamelalbum                                     |
| Blaue Flecken                                                                      | 1989                 |                                                   |
| Alfred J. Kwak: Guten Morgen (1)                                                   | 1989                 |                                                   |
| Rote Wangen                                                                        | 1990                 |                                                   |
| Die seltsamen Geschichte der Clowns                                                | 1992                 | Soundtrack                                        |
| Alfred J. Kwak: Plätscher Plitscher Feder (2)                                      | 1992                 |                                                   |
| Das Beste von Herman van Veen                                                      | 1992                 | Verzamelalbum                                     |
| Ja                                                                                 | 1993                 |                                                   |
| Live - Grand Hotel Deutschland                                                     | 1994                 | Livealbum                                         |
| Zwei Reisende                                                                      | 1995                 |                                                   |
| Meisterstücke                                                                      | 1995                 | Verzamelalbum                                     |
| Weihnachten mit Herman van Veen und Ton Koopman                                    | 1995                 | met Ton Koopman                                   |
| Live - Bitte nicht stören                                                          | 1996                 | Livealbum                                         |
| Du bist die Ruhe                                                                   | 1997                 |                                                   |
| Nachbar                                                                            | 1997                 |                                                   |
| Vorstellung 999 "Nachbar Tour"                                                     | 1998                 |                                                   |
| In echt                                                                            | 1998                 | Livealbum                                         |
| Deine Küsse sind süßer                                                             | 1999                 | met het Rosenberg Trio                            |
| Was ich dir singen wollte                                                          | 2001                 |                                                   |
| Was ich dir singen wollte - Live                                                   | 2002                 | Livealbum                                         |
| Für Elise                                                                          | 2002                 | Livealbum met Bruckner Orchester Linz             |
| Das Beste von Herman van Veen - Unter einem Hut                                    | 2003                 | Verzamelalbum                                     |
| Vier Herbstlieder                                                                  | 2003                 |                                                   |
| Alfred J. Kwak - Lachen verboten                                                   | 2004                 |                                                   |
| Alfred J. Kwak - Abgemacht ist abgemacht                                           | 2004                 |                                                   |
| Hut ab!                                                                            | 2005                 |                                                   |
| Ente gut, alles gut                                                                | 2006                 |                                                   |
| Lieber Himmel - Höchstpersönliches                                                 | 2007                 | cd bij boek "Lieber Himmel - Hochstpersoönliches" |
| Lieber Himmel                                                                      | 2007                 |                                                   |
| Herman van Veen singt und erzählt die Ente Kwak                                    | 2008                 |                                                   |
| Du, weißt du...                                                                    | 2008                 | Voorlees-cd                                       |
| Das Geheimnis von Theofilius                                                       | 2008                 | Voorlees-cd                                       |
| Pomm, Pomm, Pomm, ein Eisbär kriegt kein Eis mehr                                  | 2008                 | Voorlees-cd                                       |
| Do, die Delfinin                                                                   | 2009                 | Voorlees-cd                                       |
| Alfred Jodocus Kwak - Und sie lebten noch lange...                                 | 2009                 | Voorlees-cd                                       |
| Im Augenblick                                                                      | 2009                 |                                                   |
| Einige Gedichte                                                                    | 2009                 | Voorlees-cd                                       |
| 2 for 1 - Vol 1: Ich hab' ein zärtliches Gefühl \| Wunder was                      | 2009                 |                                                   |
| 2 for 1 - Vol 2: An eine ferne Prinzessin \| Unter uns                             | 2009                 |                                                   |
| 2 for 1 - Vol 3: Die Anziehungskraft der Erde \| Elf Lieder                        | 2009                 |                                                   |
| 2 for 1 - Vol 4: Signale \| Solange der Vorrat reicht                              | 2009                 |                                                   |
| 2 for 1 - Vol 5: Anne \| Blaue Flecken                                             | 2009                 |                                                   |
| 2 for 1 - Vol 6: Auf dem weg zu Dir \| Zwei Reisende                               | 2009                 |                                                   |
| 2 for 1 - Vol 7: Ja \| Nachbar                                                     | 2009                 |                                                   |
| 2 for 1 - Vol 8: Deine Küsse sind süßer \| Was ich dir singen wollte               | 2009                 |                                                   |
| 2 for 1 - Vol 9: Hut ab! \| Und er geht und er singt                               | 2009                 |                                                   |
| 2 for 1 - Vol 10: Rote Wangen \| Weihnachtslieder                                  | 2009                 |                                                   |
| 2 for 1 - Vol 11: Die seltsamen Abenteuer des Herman van Veen \| Liederbuch        | 2009                 |                                                   |
| 2 for 1 - Vol 12: Alfred J. Kwak: Guten Morgen \| Die Musikfabel von der Ente Kwak | 2009                 |                                                   |
| 2 for 1 - Vol 13: Inzwischen alles Gute \| Zugabe                                  | 2009                 |                                                   |
| 2 for 1 - Vol 14: Heute Abend I & II                                               | 2009                 |                                                   |
| 2 for 1 - Vol 15: Bis hierher und weiter \| Ein Holländer (Live in Wien)           | 2009                 |                                                   |
| 2 for 1 - Vol 16: Herz I & II                                                      | 2009                 |                                                   |
| Alfred Jodocus Kwak - Papa Kwak                                                    | 2010                 |                                                   |
| Für einen Kuss von Dir                                                             | 2012                 |                                                   |
| Hin und wieder                                                                     | 2014                 |                                                   |
| Fallen Oder Springen                                                               | 2016                 |                                                   |

| Engelstalige albums     | Jaar van verschijnen | Opmerkingen            |
| ----------------------- | -------------------- | ---------------------- |
| Fourteen songs          | 1980                 |                        |
| On Broadway             | 1983                 | Livealbum              |
| Your kisses are sweeter | 2000                 | met het Rosenberg Trio |
| Songs in the distance   | 2011                 |                        |
| For a kiss              | 2012                 |                        |

| Franstalige albums              | Jaar van verschijnen | Opmerkingen            |
| ------------------------------- | -------------------- | ---------------------- |
| Herman van Veen chante en V.F.  | 1985                 |                        |
| Des bleus partout               | 1990                 |                        |
| Douce nuit                      | 1996                 | met Ton Koopman        |
| Tes bisous sont plus doux       | 2000                 | met het Rosenberg Trio |
| Chapeaux - le very best en V.F. | 2003                 |                        |
| Chapeaux                        | 2007                 | cd met dvd             |

## Singles
| Single met eventuele hitnotering(en) in de Nederlandse Top 40                      | Datum van verschijnen | Datum van binnenkomst | Hoogste positie | Aantal weken | Opmerkingen                                                         |
| ---------------------------------------------------------------------------------- | --------------------- | --------------------- | --------------- | ------------ | ------------------------------------------------------------------- |
| Het hondje/De neus                                                                 | 1969                  |                       |                 |              |                                                                     |
| Drie schuintamboers/Harlekijnlied                                                  | 1969                  |                       |                 |              |                                                                     |
| De neus/Allegro vivace assai                                                       | 1969                  |                       |                 |              | Reclamesingle                                                       |
| Suzanne/Adieu café                                                                 | 1969                  | 26-04-1969            | 4               | 15           | Nr. 3 in de Single Top 100                                          |
| Cirkels/Carnaval naar Santiago                                                     | 1969                  | 12-07-1969            | tip16           | -            |                                                                     |
| Waar ben je morgen/'t Is iets dat gebeurt                                          | 1969                  | 06-12-1969            | tip22           | -            |                                                                     |
| Rozengeur & Marjolein/Fiets                                                        | 1970                  | 05-12-1970            | 21              | 5            | Nr. 18 in de Single Top 100                                         |
| De vluchteling/Alles                                                               | 1970                  |                       |                 |              |                                                                     |
| Wat de bijbel ons vertelt: 1. Jezus is geboren                                     | 1971                  |                       |                 |              |                                                                     |
| Wat de bijbel ons vertelt: 2. Koning David                                         | 1971                  |                       |                 |              |                                                                     |
| Wat de bijbel ons vertelt: 4. Jozef                                                | 1971                  |                       |                 |              |                                                                     |
| Wat de bijbel ons vertelt: 5. In het begin                                         | 1971                  |                       |                 |              |                                                                     |
| Wat de bijbel ons vertelt: 6. Uittocht uit Egypte                                  | 1971                  |                       |                 |              |                                                                     |
| Wat de bijbel ons vertelt: 8. Jacob en Esau                                        | 1971                  |                       |                 |              |                                                                     |
| Wat de bijbel ons vertelt: 9. Op weg naar het beloofde land                        | 1971                  |                       |                 |              |                                                                     |
| Helden/Alles wat ik heb                                                            | 1971                  |                       |                 |              |                                                                     |
| Suzanne/Fiets                                                                      | 1973                  |                       |                 |              |                                                                     |
| Kletsnatte clowns/Wonderwat                                                        | 1974                  |                       |                 |              |                                                                     |
| Een mooie herinnering/Hé daar mensen/Niet iedere kip/Eenentwintig van een kwartje  | 1976                  |                       |                 |              |                                                                     |
| Te hooi en te gras/NJHC Vakantietips                                               | 1976                  |                       |                 |              |                                                                     |
| Hebben en houwen/Dovemansoren                                                      | 1977                  |                       |                 |              |                                                                     |
| Opzij/Liefdeslied                                                                  | 1979                  | 31-03-1979            | 14              | 7            | "Opzij" is Lied van het jaar 1979 Nr. 11 in de Single Top 100       |
| Uit elkaar/Niets te verliezen                                                      | 1979                  | 01-09-1979            | 21              | 6            | met Monique van de Ven / Nr. 28 in de Single Top 100                |
| Hallo, ik ben een zanger/Op z'n fluitjes                                           | 1980                  |                       |                 |              |                                                                     |
| Onder water/Fuik                                                                   | 1980                  |                       |                 |              |                                                                     |
| 1984/Appeltjes                                                                     | 1980                  |                       |                 |              | Programmasingle Herman/Erik/Harry                                   |
| Keerzij/Een hele grote kus                                                         | 1981                  | 10-10-1981            | tip2            | -            |                                                                     |
| De bom valt nooit/Weet je nog                                                      | 1983                  | 02-04-1983            | tip15           | -            |                                                                     |
| Cirkels/Fiets                                                                      | 1983                  |                       |                 |              |                                                                     |
| De wolkentrapper/Zingende doden                                                    | 1983                  |                       |                 |              | met Peter Weekers                                                   |
| Hilversum III/Parijse tango                                                        | 1984                  | 19-05-1984            | 5               | 9            | Nr. 6 in de Single Top 100                                          |
| Geen baan/Liefde                                                                   | 1985                  |                       |                 |              |                                                                     |
| Anne/Broertje                                                                      | 1986                  | 18-10-1986            | 35              | 3            | Nr. 30 in de Single Top 100                                         |
| Zo vrolijk (ook als maxi-single)/Een vriend zien huilen                            | 1986                  |                       |                 |              |                                                                     |
| Een vriend zien huilen/Wie was die man                                             | 1987                  |                       |                 |              |                                                                     |
| Toveren/Ochtend in de stad                                                         | 1987                  | 24-10-1987            | 36              | 3            | Nr. 45 in de Single Top 100                                         |
| Spetter pieter pater/Ik ben wel goed maar...                                       | 1987                  |                       |                 |              |                                                                     |
| Praatjes/Ze zijn er                                                                | 1988                  | -                     |                 |              | met Johnny Kraaykamp & Paul van Vliet / Nr. 87 in de Single Top 100 |
| De clowns/(Ze zijn er; maxi-single)/De leeuw is los                                | 1988                  | 10-12-1988            | tip16           | -            | Nr. 65 in de Single Top 100                                         |
| Suzanne/Zo vrolijk                                                                 | 1989                  |                       |                 |              |                                                                     |
| Dikkertje Dap/Kusje/(Het schoolplein; cd-versie)                                   | 1989                  |                       |                 |              |                                                                     |
| Kusje/Het schoolplein                                                              | 1989                  |                       |                 |              |                                                                     |
| Blauwe plekken/Des bleus partout                                                   | 1990                  | 14-04-1990            | 34              | 3            | Nr. 35 in de Single Top 100                                         |
| Wat de oude vrouw bad/Wolf en vampier                                              | 1990                  |                       |                 |              |                                                                     |
| Metliedje/Dansliedje                                                               | 1990                  |                       |                 |              |                                                                     |
| Genoeg/Regels                                                                      | 1990                  | -                     |                 |              | Nr. 80 in de Single Top 100                                         |
| Opzij/De grote beer                                                                | 1991                  |                       |                 |              |                                                                     |
| De clowns/De neus                                                                  | 1991                  |                       |                 |              |                                                                     |
| Voor wie anders (Fragmenten)                                                       | 1993                  |                       |                 |              |                                                                     |
| Leugens/Wat je liever maar vergeet                                                 | 1993                  |                       |                 |              |                                                                     |
| Als je komt/Grand Hotel Deutschland                                                | 1993                  |                       |                 |              |                                                                     |
| Tover-rap/Het staken van de dingen                                                 | 1994                  |                       |                 |              |                                                                     |
| A la berline postiljon!/Transeamus                                                 | 1994                  |                       |                 |              |                                                                     |
| De exenman/Oudje                                                                   | 1996                  |                       |                 |              |                                                                     |
| Twee reizigers/Ofvanjou                                                            | 1996                  |                       |                 |              |                                                                     |
| Is dit alles/Zo vrolijk                                                            | 1998                  |                       |                 |              | met het Rosenberg Trio                                              |
| Staakt makkers staakt/Wiegeliedje                                                  | 1999                  | 08-05-1999            | tip23           | -            | met Freek de Jonge / Nr. 92 in de Single Top 100                    |
| Ze kan niet anders/Anders anders/Kus                                               | 1999                  |                       |                 |              |                                                                     |
| Ze kan niet anders/Wiegeliedje                                                     | 1999                  |                       |                 |              |                                                                     |
| Andere namen/In mijn gedachten                                                     | 2002                  | -                     |                 |              | Nr. 94 in de Single Top 100                                         |
| Voor Marie-Louise/Robin Hood                                                       | 2002                  |                       |                 |              |                                                                     |
| De ogen van mijn moeder/Andere namen                                               | 2002                  |                       |                 |              |                                                                     |
| Juliana/Troostvogel                                                                | 2004                  |                       |                 |              |                                                                     |
| De vaders/Post                                                                     | 2005                  |                       |                 |              |                                                                     |
| Hij gaat er in                                                                     | 2006                  |                       |                 |              | lied van de WK-show                                                 |
| Pijpenstelen (radio edit)/Pijpenstelen                                             | 2007                  |                       |                 |              |                                                                     |
| Bij mij (radio edit)/Bij mij (albumversie)                                         | 2007                  |                       |                 |              |                                                                     |
| Pom pom pom/Wie komt er dan                                                        | 2008                  |                       |                 |              |                                                                     |
| Waterland is voor de Waterlanders/We zijn zwanger/Alles is rond (deel 3)/Thuisland | 2011                  |                       |                 |              | vier liedjes uit de familievoorstelling Alfred J. Kwak - Vader      |
| Vandaag/Ook wij, Titaantjes                                                        | 2011                  |                       |                 |              |                                                                     |
| Sjakie Schildpad En De Kreupele Haas                                               | 20-01-2012            |                       |                 |              |                                                                     |
| Voor ik het vergeet: Iemand/Hier is het geweest                                    | 2014                  |                       |                 |              | alleen voor promotiedoeleinden                                      |
| Hij Gaat Er In                                                                     | 2022                  |                       |                 |              | samen met Funbroz, Van Toeten & Blazen en Mannenkoor Apollo         |

| Single met hitnotering(en) in de Vlaamse Ultratop 50 | Datum van verschijnen | Datum van binnenkomst | Hoogste positie | Aantal weken | Opmerkingen                 |
| ---------------------------------------------------- | --------------------- | --------------------- | --------------- | ------------ | --------------------------- |
| Opzij                                                | 1979                  | 05-05-1979            | 30              | 1            | Nr. 27 in de Radio 2 Top 30 |
| Hilversum III                                        | 1984                  | 09-06-1984            | 13              | 7            | Nr. 16 in de Radio 2 Top 30 |
| Toveren                                              | 1987                  | 05-12-1987            | 35              | 1            | Nr. 27 in de Radio 2 Top 30 |
| Uitgerekend                                          | 2014                  | 18-10-2014            | tip70           | -            |                             |

| Duitstalige singles                                                           | Jaar van verschijnen | Opmerkingen                    |
| ----------------------------------------------------------------------------- | -------------------- | ------------------------------ |
| Weg da/Liebeslied                                                             | 1977                 |                                |
| Auseinander/Einsam-Zweisam-Dreisam                                            | 1981                 |                                |
| In und Out/Später                                                             | 1982                 |                                |
| Die Bombe fällt nie/Eine kleine Frist                                         | 1983                 |                                |
| Anne/Der letzte Tanz                                                          | 1987                 |                                |
| Könntest du zaubern/Suzanne/Anne/Ich weiss                                    | 1988                 | maxi-single                    |
| Könntest du zaubern/Suzanne                                                   | 1988                 |                                |
| Blaue Flecken/Möglicherweise ein Walzer                                       | 1989                 |                                |
| Warum bin ich so fröhlich/Plätscher, Plitscher, Feder                         | 1990                 |                                |
| Anne/Ich hab ein zärtliches Gefühl/Adieu Cafe/Die Nase                        | 1992                 |                                |
| Ja/Grand Hotel Deutschland/Du weißt nicht was du siehst                       | 1993                 |                                |
| Du oder Du/Nie mehr/Casa Nostra                                               | 1993                 |                                |
| Nachbar/Ex                                                                    | 1997                 | alleen voor promotiedoeleinden |
| "Single" - Kleiner großer Schatz/Für Marie-Louise/Maarten Maarten/Teufelskerl | 2001                 | alleen voor promotiedoeleinden |
| Kleiner großer Schatz                                                         | 2001                 | alleen voor promotiedoeleinden |
| Ich weiß nichts über sie                                                      | 2002                 | alleen voor promotiedoeleinden |
| Andere Namen/Ich hab' ein zärtliches Gefühl                                   | 2003                 |                                |
| Schulaufgaben/Die Väter/Kleiner Wahnsinn/Blinde Führer                        | 2004                 |                                |

| Engelstalige singles                 | Jaar van verschijnen | Opmerkingen |
| ------------------------------------ | -------------------- | ----------- |
| You take my breath away/Old and wise | 1992                 |             |

| Franstalige singles                                    | Jaar van verschijnen | Opmerkingen |
| ------------------------------------------------------ | -------------------- | ----------- |
| La bombe va pas tomber/Pressons                        | 1983                 |             |
| Blauwe plekken/Des bleus partout                       | 1990                 |             |
| Sarah/Je ne t'aime pas                                 | 1995                 |             |
| Chapeau/Sans mots/Kiss/Chaque train veut aller à Paris | 2006                 |             |

| Japanstalige singles      | Jaar van verschijnen | Opmerkingen |
| ------------------------- | -------------------- | ----------- |
| Kwak's song/Alfred's walk | 1989                 |             |

## NPO Radio 2 Top 2000
| Nummers met noteringen in de NPO Radio 2 Top 2000 | '99 | '00  | '01  | '02  | '03  | '04  | '05  | '06  | '07  | '08  | '09  | '10  | '11  | '12  | '13  | '14  | '15  | '16  | '17  | '18  | '19  | '20  | '21  | '22  | '23  | '24  |
| ------------------------------------------------- | --- | ---- | ---- | ---- | ---- | ---- | ---- | ---- | ---- | ---- | ---- | ---- | ---- | ---- | ---- | ---- | ---- | ---- | ---- | ---- | ---- | ---- | ---- | ---- | ---- | ---- |
| Anne                                              | 451 | 522  | 499  | 544  | 577  | 429  | 362  | 340  | 309  | 358  | 420  | 426  | 457  | 588  | 669  | 713  | 754  | 762  | 812  | 1043 | 1191 | 1191 | 1269 | 1302 | 1366 | 1558 |
| Hilversum III                                     | 639 | -    | 621  | 901  | 1071 | 626  | 806  | 808  | 741  | 761  | 838  | 969  | 881  | 1123 | 1007 | 1125 | 1004 | 948  | 1162 | 1201 | 1235 | 1184 | 1237 | 1225 | 1212 | 1330 |
| Liefde van later                                  | -   | 575  | 546  | 442  | 362  | 433  | 288  | 277  | 174  | 254  | 271  | 288  | 309  | 475  | 403  | 350  | 437  | 538  | 673  | 641  | 795  | 758  | 718  | 783  | 821  | 783  |
| Opzij                                             | 973 | 1282 | 1829 | 1395 | 1927 | 1452 | 1555 | 1654 | 1295 | 1512 | 1667 | 1973 | -    | -    | -    | -    | -    | -    | -    | -    | -    | -    | -    | -    | -    | -    |
| Suzanne                                           | 346 | -    | 635  | 356  | 436  | 339  | 292  | 269  | 289  | 306  | 374  | 438  | 507  | 657  | 640  | 618  | 628  | 574  | 785  | 928  | 1042 | 1015 | 1114 | 1189 | 1155 | 1483 |
| Toveren                                           | 865 | -    | -    | 1384 | 1237 | 1142 | 1074 | 1346 | 1033 | 1200 | 1226 | 1307 | 1368 | 1584 | 1596 | 1753 | 1722 | 1707 | 1872 | 1611 | 1919 | 1880 | 1895 | -    | -    | -    |

1. ↑  Een '-' betekent dat het nummer niet was genoteerd en een vetgedrukt getal geeft de hoogste notering van een nummer aan.

## Dvd's
| Dvd met hitnotering(en) in de Nederlandse DVD Music Top 30              | Datum van verschijnen | Datum van binnenkomst | Hoogste positie | Aantal weken | Opmerkingen      |
| ----------------------------------------------------------------------- | --------------------- | --------------------- | --------------- | ------------ | ---------------- |
| Carré 2000                                                              | 2002                  |                       |                 |              | Live-registratie |
| In vogelvlucht                                                          | 2002                  |                       |                 |              | Verzamel-dvd     |
| Andere namen                                                            | 2003                  |                       |                 |              | Live-registratie |
| Alfred J. Kwak - Verboden te lachen                                     | 2003                  |                       |                 |              | Live-registratie |
| 30 jaar Herman van Veen Carré                                           | 2004                  |                       |                 |              | Verzamel-dvd     |
| Alfred J. Kwak - Verboden te lachen                                     | 2004                  |                       |                 |              | Live-registratie |
| Nederlanders in Carré                                                   | 2005                  | 31-12-2005            | 28              | 2            | Live-registratie |
| Herman van Veen in Carré (5DVD)                                         | 2008                  |                       |                 |              | Verzamel-dvd     |
| Nachtvlinder                                                            | 2009                  |                       |                 |              | Speelfilm        |
| Herman van Veen zingt en vertelt de muziekfabel van Alfred Jodocus Kwak | 2009                  |                       |                 |              | Live-registratie |
| Vaders in Carré                                                         | 2010                  | 13-03-2010            | 3               | 22           | Live-registratie |
| Vandaag                                                                 | 2012                  | 08-12-2012            | 25              | 2            | Live-registratie |
| Kersvers in Carré                                                       | 2015                  |                       |                 |              | Live-registratie |

| Duitstalige dvd's                               | Jaar van verschijnen | Opmerkingen      |
| ----------------------------------------------- | -------------------- | ---------------- |
| Was ich dir singen wollte                       | 2002                 | Live-registratie |
| Das Beste von Herman van Veen - Unter einem Hut | 2003                 | Verzamel-dvd     |
| Alfred J. Kwak - Lachen verboten                | 2005                 | Live-registratie |
| Hut ab!                                         | 2005                 | Live-registratie |
| Die seltsamen Abenteuer des Herman van Veen     | 2008                 |                  |
| Im Augenblick                                   | 2010                 | Live-registratie |
| Ein Tag im September                            | 2011                 | Live-registratie |

| Franstalige dvd's | Jaar van verschijnen | Opmerkingen      |
| ----------------- | -------------------- | ---------------- |
| Chapeau           | 2007                 | Live-registratie |